# Arrondissement di Bressuire
L'arrondissement di Bressuire è una suddivisione amministrativa francese, situata nel dipartimento delle Deux-Sèvres e nella regione della Nuova Aquitania.

## Composizione
L'arrondissement di Bressuire raggruppa 64 comuni in 7 cantoni:
- cantone di Argenton-les-Vallées
- cantone di Bressuire
- cantone di Cerizay
- cantone di Mauléon
- cantone di Saint-Varent
- cantone di Thouars-1
- cantone di Thouars-2